# Gli europei (film)
Gli europei (The Europeans) è un film del 1979 diretto da James Ivory, tratto dall'omonimo romanzo di Henry James.
Fu presentato in concorso al 32º Festival di Cannes.

## Trama
Nella Boston del 1850 si intrecciano vicende di amori tra borghesi americani e nobili europei: la tranquilla vita della coppia dei Wentworth viene sconvolta dall'arrivo di due cugini del Vecchio continente, Eugenia e il fratello Felix.